# كوكري الجوركا (سلاح)
كوكري الجوركا (بالنيبالية:खुकुरी) (بالإنجليزية: Gurkha Kukri)‏، من الأشياء التي يتفرد بها الجوركا، هذا السلاح الفولاذي الذي يحملونه، ويسمى الكوكري، ويتميزون ببراعتهم النادرة في استخدام هذا السلاح، ويعدون محاربين جبارين بهذا السلاح، الذي اكتسب شهرة ذائعة الصيت؛ لما له من خصائص. والكوكري أفضل سلاح يجمع بين السيف والسكين، فهو تطوير للإثنين معا، وهو كذلك النموذج الحديث المطور للسيف الإغريقي، الذي كان يستخدمه الإغريق في القرن الخامس قبل الميلاد، وكان يسمى كوبي (بالإنجليزية: Kopis)‏، وهو ثلاثة أضعاف حجم الكوكري، وله الشكل نفسه.
الكوكري جوركا من الحديد الصلب الفولاذي، ماضي الحدة، وله حد يماثل في حدته حد شفرة الحلاقة، ويشبه السكين، ولكن نصله منحنٍ، وله قراب ـ غمد ـ من الجلد الأسود اللون، مصمم بشكل يسهل إخراج النصل بشكله المنحنى، ويوجد في نهاية القراب حلقة متينة مصمتة من النحاس الأصفر معقود بها حبل قصير من البلاستيك، غاية في المتانة.
وقد جرت في الآونة الأخيرة أبحاث، بذل فيها جهداً كبيراً رجل أمريكي، يسمى لين طومسون (بالإنجليزية: Lynn Thompson)‏ الذي يعد من أفضل من طور الفولاذ؛ ليصنع منه أرقى وأجود سلاح فولاذي في العالم، وهو الكوكري، ويسوّق هذا السلاح ويُشترى، حالياً، في الولايات المتحدة الأمريكية، للدفاع عن النفس، ويروجون له دعائياً، على أنه أمضى سلاح فولاذي عرفه الإنسان، باسم كوكري الجوركا.

## مواصفات الكوكري
- طول النصل 12 بوصة (30 سم).
- طول المقبض 5 بوصات (12.5 سم).
- الطول الكلي 17 بوصة (42.5 سم).
- سمك النصل 5/16 بوصة (0.781 سم).
- النصل مصنوع من الفولاذ.